# Hypographa phlegetonaria
Espèce
Hypographa phlegetonaria est un insecte lépidoptère de la famille des Geometridae vivant en Australie y compris en Tasmanie.